# Liste der Monuments historiques in Angles (Vendée)
Die Liste der Monuments historiques in Angles (Vendée) führt die Monuments historiques in der französischen Gemeinde Angles auf.

## Liste der Bauwerke
| Bezeichnung                       | Beschreibung              | Standort | Kennzeichnung | Schutzstatus | Datum | Bild           |
| --------------------------------- | ------------------------- | -------- | ------------- | ------------ | ----- | -------------- |
| Kirche Notre-Dame-de-l’Assomption | Erbaut im 13. Jahrhundert | (Lage)   | PA00110015    | Classé       | 1913  | weitere Bilder |
| Tour de Moricq                    |                           | (Lage)   | PA00110014    | Classé       | 1915  | weitere Bilder |

## Liste der Objekte
| Bezeichnung      | Beschreibung                                          | Standort                                        | Kennzeichnung | Schutzstatus | Datum | Bild |
| ---------------- | ----------------------------------------------------- | ----------------------------------------------- | ------------- | ------------ | ----- | ---- |
| Prozessionskreuz | Bronze, versilbert, erste Hälfte des 19. Jahrhunderts | in der Kirche Notre-Dame-de-l’Assomption (Lage) | PM85001277    | Inscrit      | 1984  |      |